# Makino Tadakuni
Makino Tadakuni (牧野忠訓, 26 septembre 1844-16 juin 1875) est un daimyo de la fin de l'époque d'Edo, qui dirige le domaine de Nagaoka. Fils de Matsudaira Munehide, il est adopté comme héritier par Makino Tadayuki.
Tadakuni Makino est partisan du shogunat Tokugawa et refuse de se soumettre au nouveau gouvernement de Meiji pendant la guerre de Boshin, même après la prise du château d'Edo par les armées impériales.

## Source de la traduction
- (en) Cet article est partiellement ou en totalité issu de l’article de Wikipédia en anglais intitulé « Makino Tadakuni » (voir la liste des auteurs).